# Oratorio della Beata Vergine Maria (Cascina Donato del Conte)
L'oratorio della Beata Vergine Maria è una chiesa campestre di Gaggiano, in Lombardia, nella località Cascina Donato del Conte.

## Storia
L'oratorio sin dalle sue origini è stato annesso al complesso (poi comune autonomo) della Cascina Donato del Conte per il quale fungeva da luogo di culto data la distanza notevole dalla chiesa parrocchiale e dal numero di abitanti che ivi risiedevano. L'edificio venne eretto alla fine del Quattrocento per volere dello stesso nobiluomo proprietario dell'intero complesso, come ricorda un'incisione ancora oggi visibile sopra il portale d'ingresso, esso venne terminato nell'agosto del 1482.
Dopo secoli di abbandono, l'oratorio venne acquistato assieme all'intera cascina dalla famosa cantante lirica Giuditta Pasta, la quale dopo poco tempo lo vendette dapprima a Luigi Mussi e da questi passò al senatore Giuseppe Mussi. Col matrimonio tra Barbara Mussi e Francesco Cazzamini, storico e letterato locale, la proprietà dell'oratorio passò all'Ospedale di Abbiategrasso cui subentrò l'USSL 73 che nel 1993 mise all'asta l'intero complesso compreso l'oratorio per ristrutturare, col ricavato, la facciata dell'ospedale e rifare le sale operatorie. Nel 1989 era già stato fatto un tentativo per cercare di scorporare l'oratorio dal resto del complesso della cascina ma, malgrado l'approvazione unanime da parte del consiglio comunale di Gaggiano, la proposta si arenò per il parere contrario della Regione Lombardia ed ancora oggi l'oratorio, seppur sottoposto a vincolo, rimane di proprietà privata. Tuttavia, nel 1990, l'oratorio è stato certificato dal Ministero dei Beni Culturali come opera da salvaguardare.

## La struttura
L'edificio, rivolto ad est secondo la tradizione antica, è di stile primo rinascimentale con elementi di architettura gotica e romanica. Esso si estende per una lunghezza di circa 15 metri per 8 di larghezza, costruito in mattoni di argilla lasciati a vista. La facciata della chiesa è delimitata da due lesene ai lati, elementi architettonici che si ritrovano anche nei punti d'angolo dell'abside che è di forma poligonale.
Il tetto della struttura si presenta a capanna con due spioventi, con una cornice di arcatelle di terracotta che gira tutt'intorno alla struttura. Su ciascun lato della chiesa si trova una finestra a sesto acuto di chiaro stile gotico che danno luce all'interno. Il portale d'ingresso, architravato in serizzo, è stato danneggiato nel corso dell'Ottocento quando la chiesa, ormai sconsacrata, venne utilizzata come rimessa di carri e mezzi agricoli, motivo per cui vennero distrutte le antiche spalle in cotto originali al fine di allargarne l'ingresso. Sull'architrave della chiesetta ancora oggi è possibile leggere la seguente epigrafe incisa in latino:
Le parole dell'iscrizione, separate da fogliette d'edera, sono sovrastate da una lunetta affrescata con una Madonna con Bambino con angeli, sopra la quale si trova un grande finestrone circolare. Osservando attentamente la facciata si può scorgere, sopra la finestra circolare, una croce greca dipinta di rosso terminante con quattro scodelle di terracotta lucida riversate e verniciate in azzurro con dipinto il monogramma "IHS". La facciata era un tempo interamente dipinta ad affresco nel XV secolo che ad oggi si presentano scarsamente leggibili: a sinistra del portale d'ingresso si trova un Sant'Antonio abate, sulla parte destra si trovava un San Cristoforo, mentre sulle due lesene che delimitavano la facciata si trovavano due affreschi rappresentanti dei santi all'interno di troni con dossale a pinnacoli e guglie che sono stati identificati come San Donato (sovrastato dallo stemma dei Dal Conte) e san Giorgio (sovrastato dallo stemma dei Della Croce, famiglia a cui apparteneva la moglie di Donato).
Internamente l'oratorio si presenta con una pavimentazione in cotto sulla quale un tempo erano appoggiate due acquasantiere a colonna. Salendo un gradino si accede alla cappella maggiore, separata dalla navata tramite una balaustra di legno, ove era posto l'altare, realizzato in pietra ed un tempo affrescato con un cristo flagellato a mezzobusto e strumenti della passione. Sulla parete di fondo si trovava una crocifissione. L'aula ha volte a crociera disposte a ventaglio sopra l'abside, scandite da nervature che si riuniscono in cima con una chiave di volta tonda, scolpita e dipinta con la doppia figura di Sant'Antonio abate e della Madonna con Bambino, attorniata da monogrammi IHS e da biscioni viscontei dipinti ad affresco.
Per le sue caratteristiche architettoniche, l'edificio è stato avvicinato alla scuola del Solari, operante nel milanese nel medesimo periodo dell'erezione della chiesa.